# زبابة طوافة
زبابة طوافة (الاسم العلمي: Sorex vagrans) (بالإنجليزية: Vagrant Shrew)‏ هو نوع من الحيوانات يتبع جنس الزبابة من الفصيلة الزبابات.